# Sidney, Arkansas
Sidney là một thị trấn thuộc quận Sharp, tiểu bang Arkansas, Hoa Kỳ. Năm 2010, dân số của thị trấn này là 181 người.

## Dân số
- Dân số năm 2000: 275 người.
- Dân số năm 2010: 181 người.